# مارك مادوف
مارك مادوف (11 مارس 1964 – 11 ديسمبر 2010) كان ممولًا أمريكيًا، اشتهر بدوره في فضح خطة بونزي التي تقدر بمليارات الدولارات والتي ارتكبها والده برنارد مادوف.

## وفاته وما بعدها
في 11 ديسمبر 2010، عُثر على مادوف ميتًا في شقته في مانهاتن، بعد أن شنق نفسه في السقف. حدث انتحاره في الذكرى الثانية لاعتقال والده.
بلغت ملكية مادوف 18.6 مليون دولار. في عام 2012، رفعت سوزان إلكين، زوجة مادوف السابقة، والأرملة ستيفاني ماك، دعوى قضائية من قبل إيرفينغ بيكارد، وصي عملاء والده المحتالين، بدعوى أنهما كانا يعرفان أن ثروتهما تستند إلى الجريمة.